# Vuelo 1288 de Delta Air Lines
El vuelo 1288 de Delta Air Lines era un vuelo programado regularmente desde Pensacola, Florida, a Atlanta, Georgia. El 6 de julio de 1996, la aeronave, un McDonnell Douglas MD-88, estaba en la fase de despegue en la pista 17 en Pensacola cuando experimentó una falla en el motor que causó escombros en el eje del compresor delantero del motor número uno. La explosión dejó dos pasajeros muertos y dos gravemente heridos; los dos muertos eran madre e hijo. El piloto abortó el despegue y el avión se detuvo en la pista. Otros tres pasajeros sufrieron heridas leves durante la evacuación de emergencia. La mayoría de los pasajeros viajaban de vacaciones.

## Aeronave y tripulación
El avión involucrado era un McDonnell Douglas MD-88 de 8 años registrado como N927DA.  Fue construido en abril de 1988 y entregado a Delta en noviembre del mismo año. El avión estaba equipado con dos motores turbofan Pratt & Whitney JT8D-219. Tenía 22.031 horas de vuelo y 18.826 ciclos de despegue y aterrizaje en el momento del accidente.
El capitán de 40 años había estado con Delta Air Lines desde 1979, habiendo volado anteriormente para una aerolínea de cercanías. Tenía 12.000 horas de vuelo, incluidas 2.300 horas en el MD-88. El primer oficial de 37 años había estado con Delta desde 1990, habiendo registrado 6.500 horas de vuelo, con 500 en el MD-88. El primer oficial había sido anteriormente piloto de la Fuerza Aérea de los Estados Unidos.

## Inspección previa al vuelo
Durante la inspección previa al vuelo, el primer oficial notó unas gotas de aceite provenientes de la «bala» o punta del motor número uno (izquierda), aunque dijo que «no era tan grave». El primer oficial también notó un par de remaches faltantes en el ala izquierda. El piloto dijo a los investigadores de la Junta Nacional de Seguridad en el Transporte (NTSB) que ambos problemas se observaron como no amenazantes y que la aeronave estaba en condiciones de volar; por lo tanto, mantenimiento no fue informado.

## Despegue y accidente

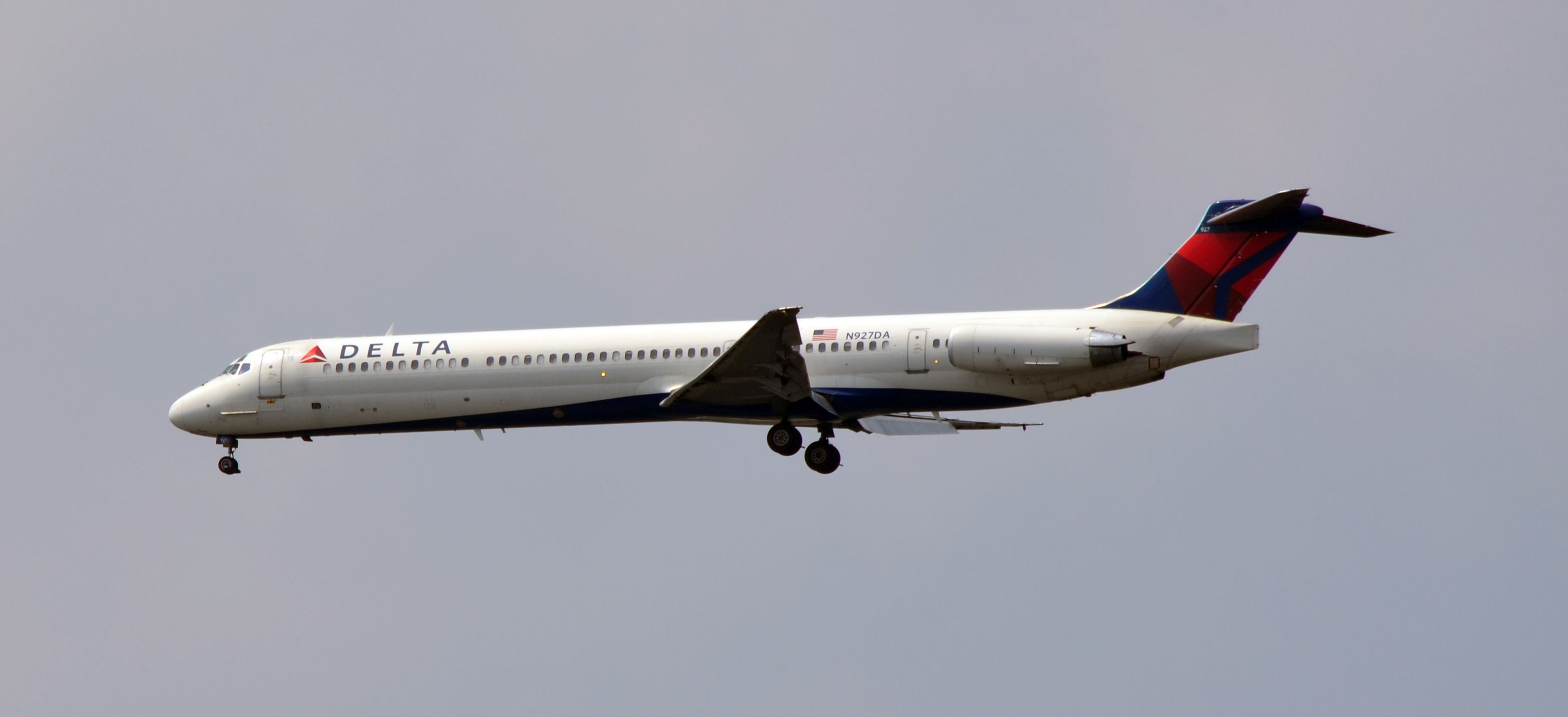
N927DA, la aeronave involucrada volvió más tarde al servicio, fotografiada en julio de 2015.

A las 2:23 pm CDT, el vuelo 1288 de Delta fue autorizado para despegar en la pista 17. Mientras el primer oficial avanzaba los aceleradores y alcanzaba una velocidad aérea de 40 nudos (74 km/h), la cabina perdió iluminación e instrumentación. Los pasajeros de la cabina trasera y la tripulación de vuelo escucharon una explosión muy fuerte y experimentaron una sensación de explosión. Luego, el piloto terminó el despegue poniendo el acelerador a ralentí y accionando el freno, lo que hizo que la aeronave se detuviera eventualmente sin el uso de inversores o spoilers.
Una vez que la aeronave se detuvo, el primer oficial intentó contactar con la torre; sin embargo, no pudo debido a la falta de potencia de la cabina. Luego, la tripulación de vuelo activó la energía de emergencia, se puso en contacto con la torre de Pensacola y declaró una emergencia. El pasajero del asiento plegable de la cabina, un piloto de Delta fuera de servicio que se acercaba con los demás miembros de la tripulación de la cabina, fue a inspeccionar la parte trasera de la aeronave. Cuando el primer oficial vio las salidas del ala abiertas y aproximadamente la mitad de los pasajeros desaparecieron junto con el ruido del motor, regresó a la cabina y le aconsejó al capitán que apagara los motores.

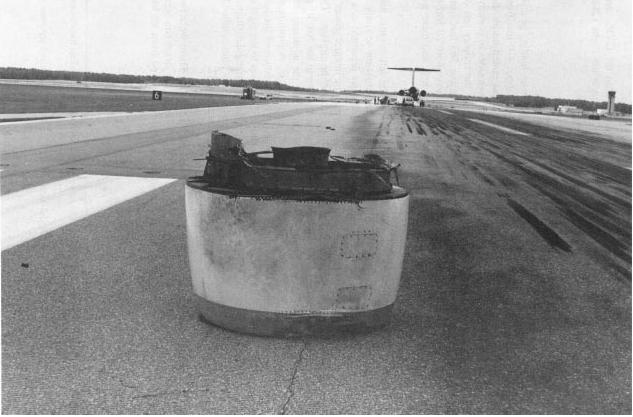
La cubierta de la entrada de aire del motor donde aterrizó en la pista.

A las 2:27 pm CDT, el piloto solicitó asistencia médica de emergencia debido al informe del pasajero del asiento auxiliar de un gran agujero en el fuselaje, escombros del motor en toda la cabina y pasajeros heridos. Luego informó que no había evidencia de humo o fuego en la cabina, y que la puerta trasera de la cabina se había abierto y el tobogán de emergencia estaba inflado. La asistente de vuelo que inició la evacuación a través de esa puerta le dijo a la NTSB que vio fuego en el motor izquierdo y, por lo tanto, abandonó la evacuación a través de esa puerta y dirigió a los pasajeros hacia adelante. Informó que hubo muchos heridos y posiblemente dos muertos, por lo que comenzó a evacuar el avión hasta que fue detenida por el primer oficial. Debido al daño y al peligro en la parte trasera de la aeronave, las escaleras de aire integradas en el MD-88 resultaron inadecuadas para su uso. Luego, el capitán solicitó escaleras aéreas portátiles para facilitar el desembarco de los pasajeros, que llegaron 25 minutos después.

## Lesiones y muertes
Dos pasajeros sufrieron heridas mortales. Cinco pasajeros más resultaron heridos, uno de ellos figuraba en estado grave.

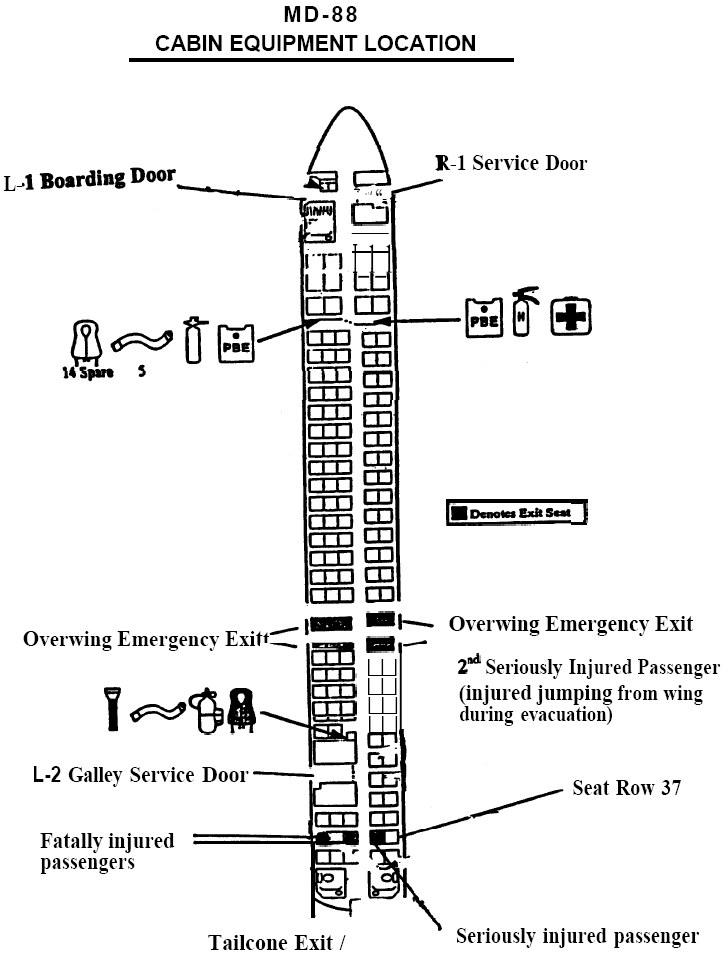
Mapa del N927DA, que indica el equipo, la ubicación de los pasajeros con lesiones mortales y la ubicación de los pasajeros con lesiones graves

## Investigación de la NTSB
Después de una investigación total, la NTSB determinó que la causa más probable del accidente fue una fractura en el eje de la turbina del compresor delantero del motor izquierdo, que resultó de la falla del proceso de inspecciónde la aerolínea para detectar una grieta potencialmente peligrosa en el motor que se originó en la fabricación inicial del motor. La NTSB también atribuyó el accidente a que el equipo de mantenimiento de Delta no descubrió el problema.

## Después del accidente
La aeronave implicada en el accidente fue reparada y puesta nuevamente en servicio con Delta con la misma matrícula, N927DA.. La aeronave fue retirada del servicio el 10 de agosto de 2018.